# Diocese de Santa Cruz do Sul
A Diocese de Santa Cruz do Sul (Dioecesis Sanctae Crucis in Brasilia) é uma divisão territorial da Igreja Católica no estado do Rio Grande do Sul. Foi criada a 20 de junho de 1959 pela bula Quandoquidem Servatoris do Papa João XXIII.

## Território e Municípios
É composta de cinquenta paróquias e pouco mais de 1089 comunidades (capelas, quase-paróquias etc.). Atende a 37 municípios cujas populações são majoritariamente de origem teuto-brasileira, ítalo-brasileira, polaco-brasileira, afro-brasileira e luso-brasileira. São eles: Amaral Ferrador, Anta Gorda, Arroio do Meio, Arvorezinha, Boqueirão do Leão, Candelária, Capitão, Cruzeiro do Sul, Dom Feliciano, Doutor Ricardo, Encantado, Encruzilhada do Sul, Gramado Xavier, Herveiras, Ilópolis, Itapuca, Lajeado, Marques de Souza, Mato Leitão, Muçum, Nova Bréscia, Pantano Grande, Passo do Sobrado, Pouso Novo, Progresso, Putinga, Relvado, Rio Pardo, Santa Clara do Sul, Santa Cruz do Sul, Sério, Sinimbu, Travesseiro, Vale do Sol, Venâncio Aires, Vera Cruz, Vespasiano Corrêa.
Localizada geograficamente na região central do estado do Rio Grande do Sul a diocese possui limites geográficos com a Diocese de Caxias do Sul, Diocese de Pelotas, Diocese de Cachoeira do Sul, Diocese de Cruz Alta, Diocese de Passo Fundo, Diocese de Montenegro e a Arquidiocese de Porto Alegre.
Possui cerca de seiscentos mil habitantes e uma superfície de 17168 km². Dista 145 km de Porto Alegre.
Possui três seminários e um seminário propedêutico para a formação do futuro clero. Na cidade de Arroio do Meio possui o Seminário menor Sagrado Coração de Jesus para o Ensino Médio. Na cidade de Santa Cruz do Sul possui o Seminário São João Batista  para o Propedêutico. Na cidade de Viamão possui o Seminário Dom Alberto para o estudo da Filosofia e da Teologia (no curso de Filosofia e de Teologia da Pontifícia Universidade Católica do Rio Grande do Sul (PUCRS) em Porto Alegre).

## Bispos
|        | Nome                          | Período   | Notas                  |
| Bispos | Bispos                        | Bispos    | Bispos                 |
| ------ | ----------------------------- | --------- | ---------------------- |
| 5º     | Itacir Brassiani, M.S.F.      | 2024 -    | Atual                  |
| 4º     | Aloísio Alberto Dilli, O.F.M. | 2016-2024 | Bispo emérito          |
| 3º     | Canísio Klaus                 | 2010-2016 | Nomeado Bispo de Sinop |
| 2º     | Aloísio Sinésio Bohn          | 1986-2010 |                        |
| 1º     | Alberto Frederico Etges       | 1959-1986 |                        |